# Scurta viață fericită a lui Francis Macomber
„Scurta viață fericită a lui Francis Macomber” (în engleză The Short Happy Life of Francis Macomber) este o povestire din 1936 a scriitorului american Ernest Hemingway.